# Abingdon Boys School (album)
Albums de Abingdon Boys School
Teaching Materials
Abingdon boys school est le premier album du groupe de rock japonais Abingdon Boys School.
Les paroles sont un mélange d'anglais et de japonais sauf pour Rebirth + Reverse qui est un morceau instrumental et pour Via Dolorosa, Howling, Nephilim et Innocent Sorrow qui sont principalement chantés en japonais.

## Liste des morceaux
| No  | Titre                                             | Durée |
| --- | ------------------------------------------------- | ----- |
| 1.  | As One                                            | 3:44  |
| 2.  | HOWLING                                           | 4:40  |
| 3.  | Via Dolarosa                                      | 5:01  |
| 4.  | INNOCENT SORROW                                   | 4:17  |
| 5.  | DOWN TO YOU                                       | 4:45  |
| 6.  | Athena (アテナ)                                   | 4:51  |
| 7.  | Stay Away                                         | 4:03  |
| 8.  | Nephilim                                          | 4:23  |
| 9.  | LOST REASON (featuring MICRO from HOME MADE 家族) | 5:17  |
| 10. | DESIRE                                            | 5:17  |
| 11. | Dress (ドレス, Buck-Tick cover)                   | 6:41  |
| 12. | ReBirth+ReVerse (instrumental)                    | 7:03  |